# Walhausen (Saar)

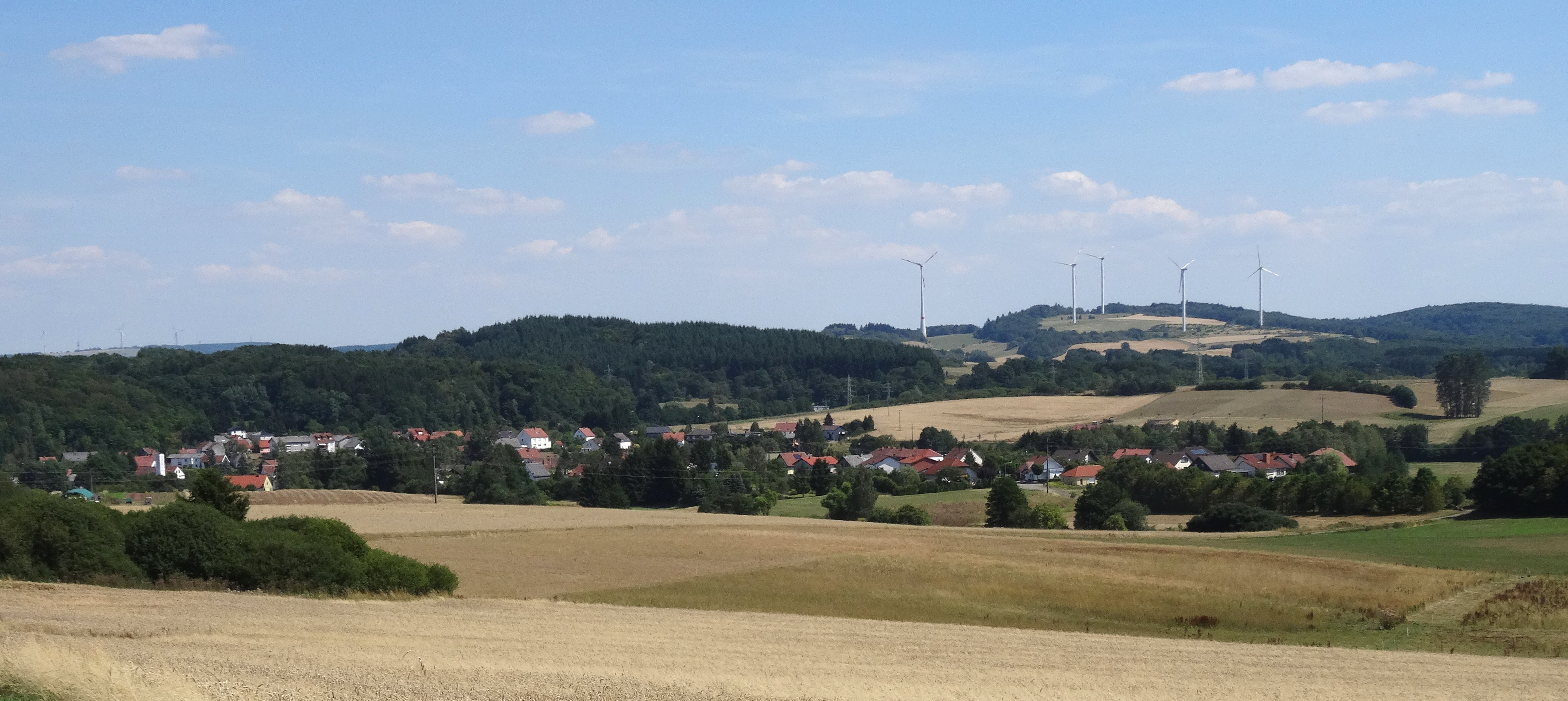
Walhausen, von Westen her betrachtet

Walhausen ist ein Ortsteil der Gemeinde Nohfelden im Landkreis St. Wendel (Nordsaarland) in der Nähe des Bostalsees. Walhausen (gesprochen: Wallhausen) hat ca. 620 Einwohner und liegt 385 m über NN, am höchsten Punkt der Bahnlinie Saarbrücken–Bingerbrück–Frankfurt (Main) (Nahetalbahn).
Bekannt ist Walhausen u. a. für die etwa alle fünf Jahre stattfindenden Köhlertage, bei denen nach alter Handwerksart über einen Zeitraum von 14 Tagen Holzkohle in einem Kohlenmeiler hergestellt wird.
Außerdem existiert in Walhausen ein altes Kupfer- und Bleibergwerk (1454–1792). Zahlreiche engagierte Gruppen und Vereine bilden ein reges Gemeinschaftsleben. Auch eine Waldorfschule findet sich hier.

## Geschichte
Ob der Name auf einen Vornamen oder aber auf den nahen Buchwald („Waldhausen“) zurückgeht, ist ungeklärt.
Eine ausgedehnte römische Siedlung soll sich im Distrikt „Hahnhauser Mauer“ befunden haben. Das Schicksal des Dorfs war seit dem 14. Jahrhundert eng mit der Nohfelder Burg verbunden. Walhausen stellte um 1600 einen Schöffen zum Hubengericht in Hirstein und den Scharfrichter des Amts Nohfelden. Den Aberglauben der damaligen Zeit nutzte der sog. „Nachrichter von Walhausen“, der als Zauberer und Segenssprecher großen Zulauf gehabt haben soll.
Ehe der Ort zum Sitz einer Mairie für die Dörfer Asweiler, Eitzweiler, Mosberg-Richweiler und Steinberg wurde, fanden auf dem „Walhausener“ Bann Gefechte zwischen Franzosen und Österreichern statt. Von 1817 bis 1937 gehörte Walhausen zum oldenburgischen Fürstentum Birkenfeld.
Am 1. Januar 1974 wurde Walhausen in die Gemeinde Nohfelden eingegliedert.

## Das Walhausener Kupfer- u. Bleibergwerk
Mit dem Ausklang des 18. Jahrhunderts, nicht zuletzt auch durch die Auswirkungen der Französischen Revolution, ging der Erzbergbau bei Walhausen und seinen Nachbardörfern Mosberg-Richweiler, Wolfersweiler und Gimbweiler seinem Ende zu. Über 300 Jahre Bergbaugeschichte fand ihren Ausklang. Auch für die Nohfeldener Erzverhüttung war das Ende gekommen. Alle Anstrengungen danach, wieder Erzbergbau in dieser Region zu betreiben, sind gescheitert. Lediglich die Überreste der großzügigen Bergwerksanlage sind heute noch stumme Zeugen einer früher blühenden Montanindustrie in der Gemeinde Nohfelden.
Das Bergwerk stand während seiner Blütezeit (ca. 1454–1792) unter „Hochfürstlich-Pfalz-Zweibrückischer Herrschaft“. Das Hauptabbaugebiet lag nahe beim Ort. Zu dem Bergwerk gehörte eine Kupfer- und Silberschmelzhütte mit dem zentralen Standort Nohfelden.
Mit dem Ziel, Teile des Bergwerks nach den gesetzlichen Bestimmungen der Öffentlichkeit zugänglich zu machen, wurde 1995 der Historische Bergwerksverein Walhausen e. V. gegründet. Der Verein hat zurzeit knapp über 100 Mitglieder (Stand: 2011). Seit der Vereinsgründung wurden von den Mitgliedern Hunderte Meter von inzwischen verschütteten Grubenstollen wieder freigelegt und durch neu geschaffene, permanente Abflüsse vom Grubenwasser freigehalten.

## Kohlenmeiler Walhausen (Saar)

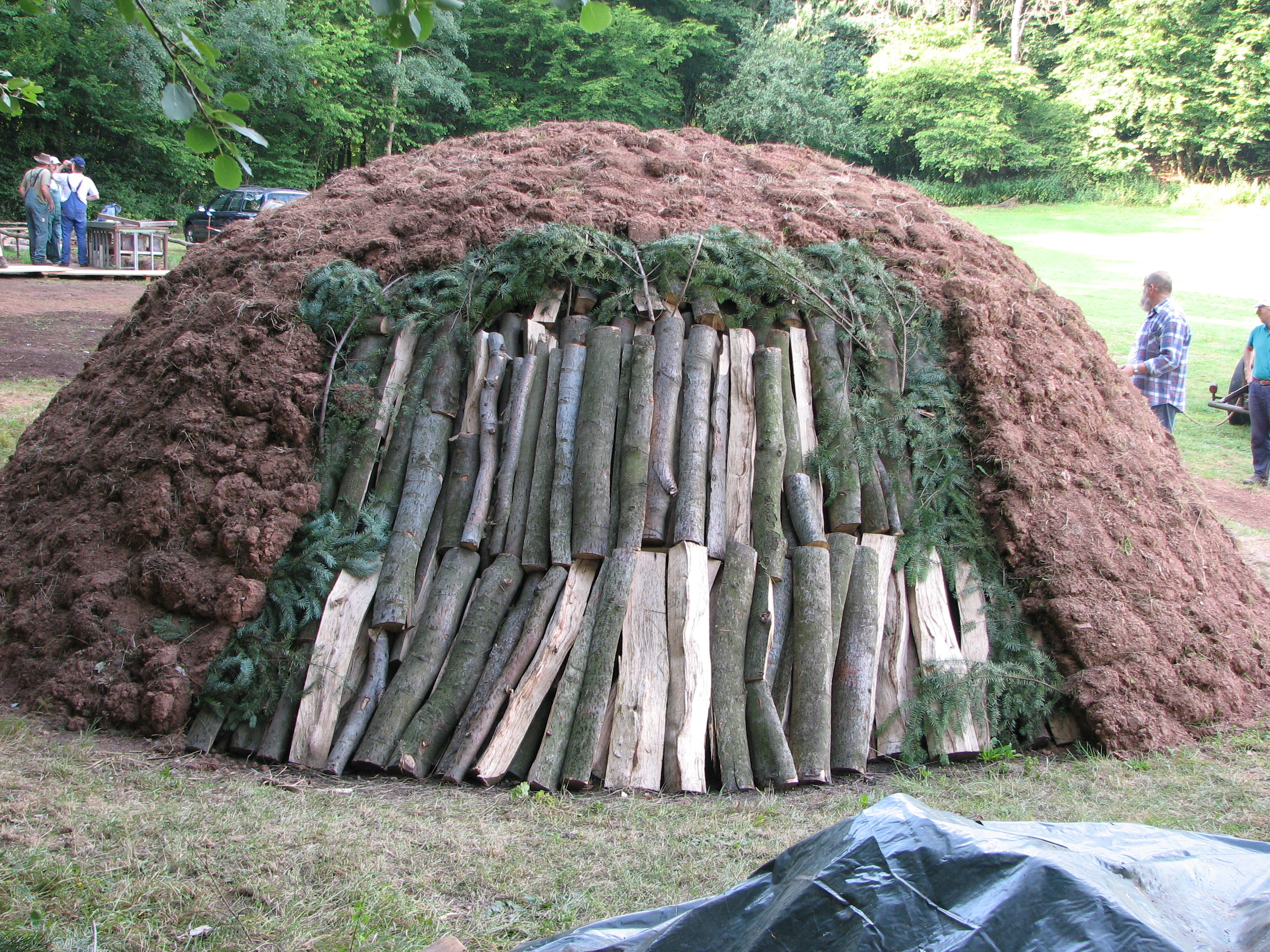
Meiler mit verschiedenen Schichtungen (Holz, Fichtenreisig, Grassoden)
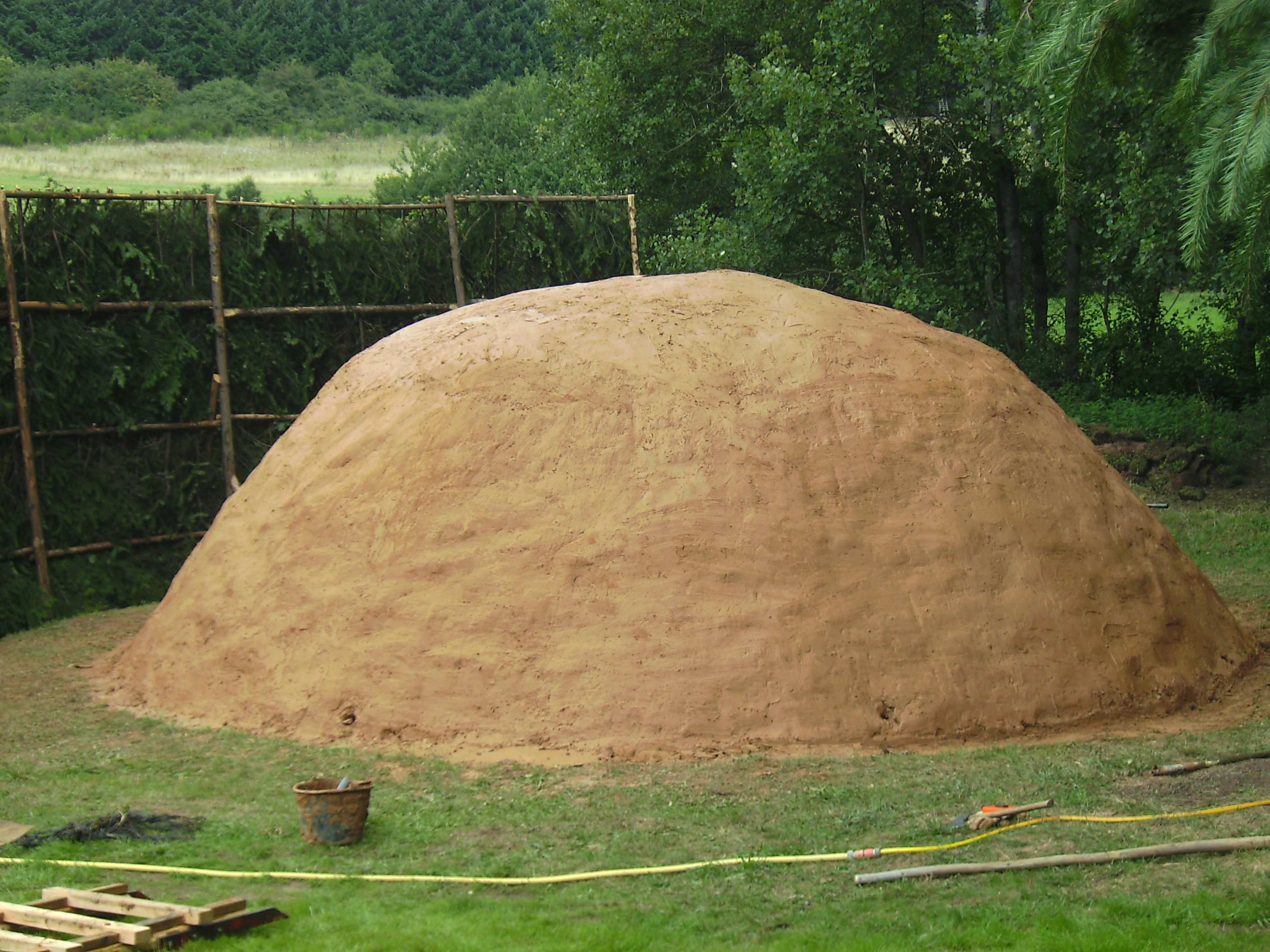
Mit Lehm abgedeckt, fertig zum Anzünden
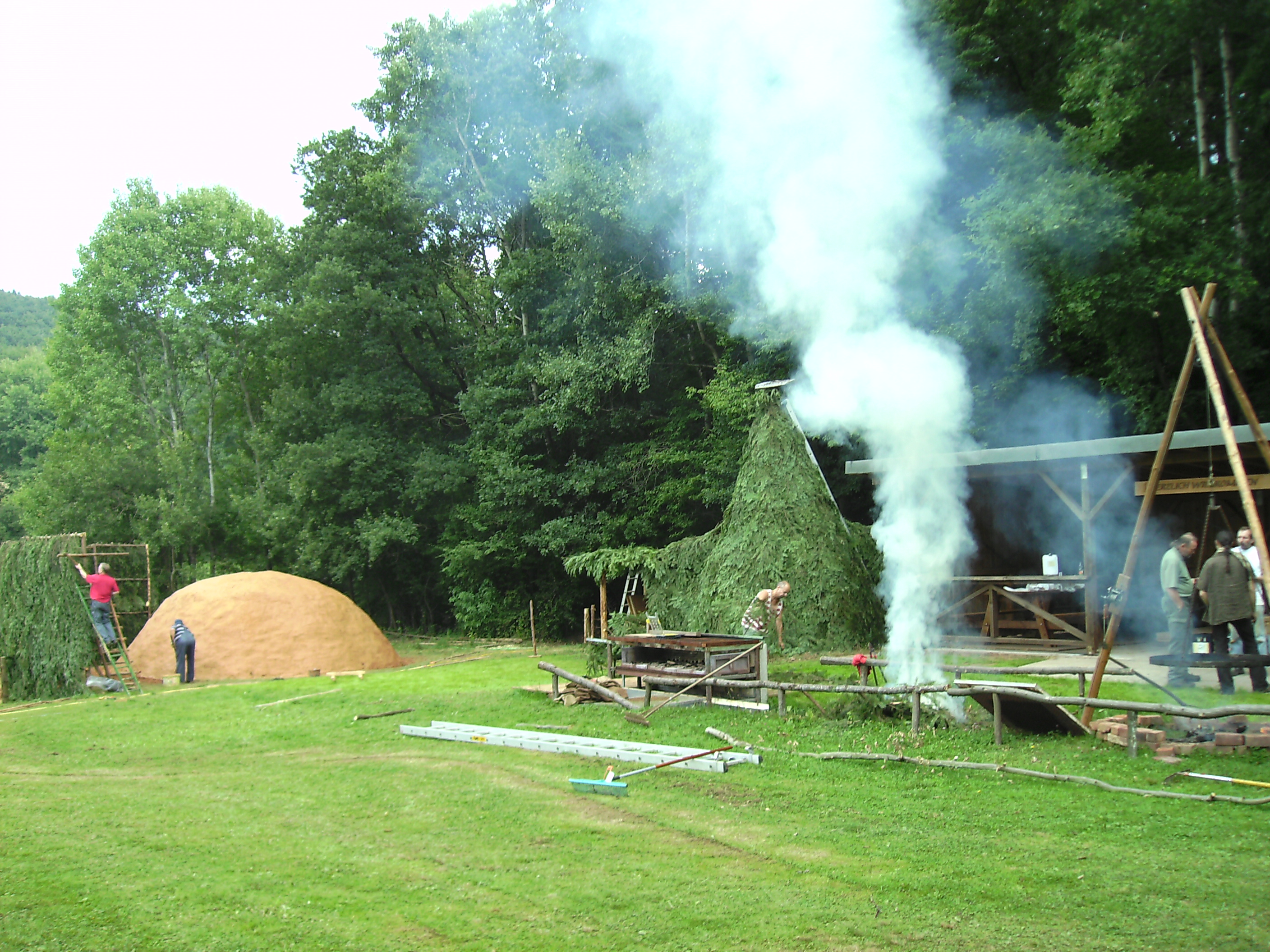
Fertiger Meiler mit Windfang, Köhlerhütte und Feuerstelle
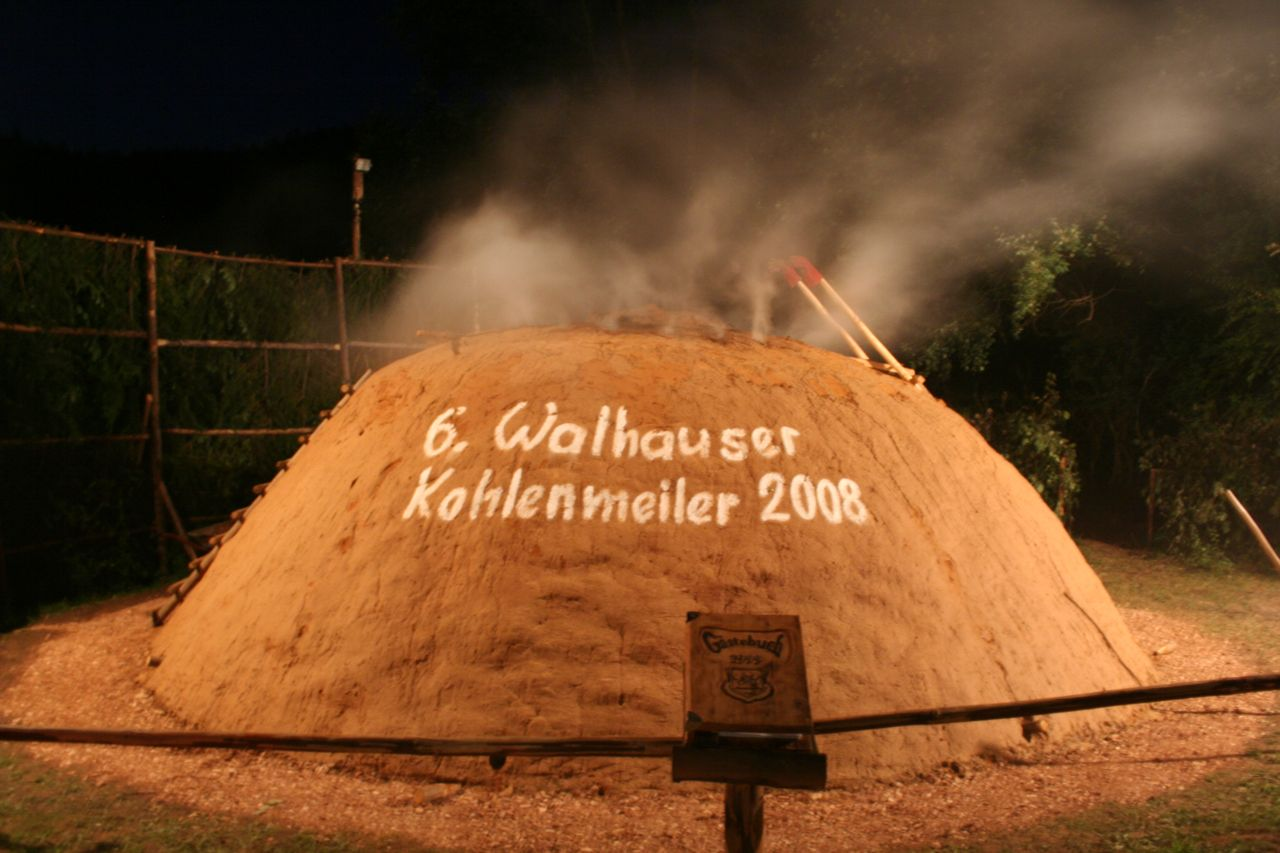
Walhauser Kohlenmeiler in Aktion
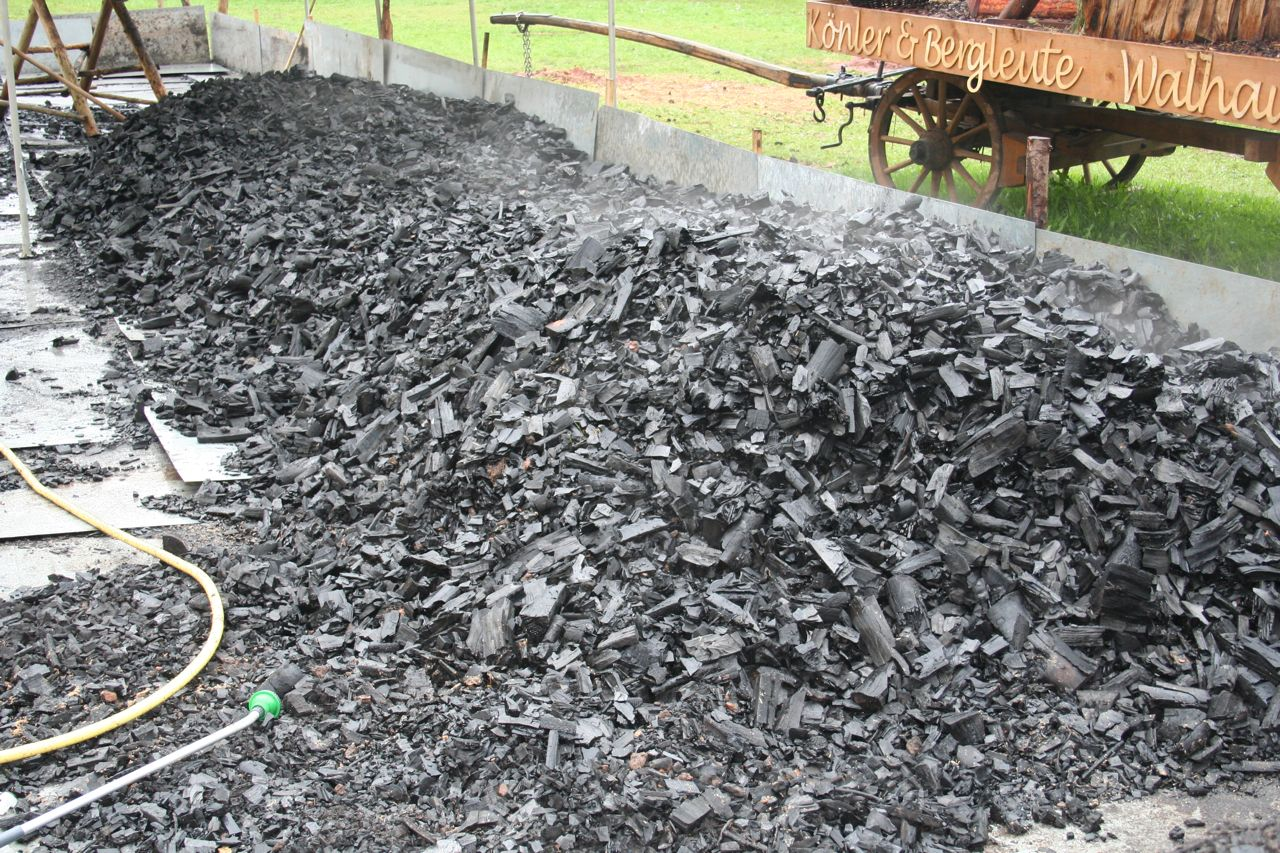
Holzkohlenausbeute

## Barackenkirche

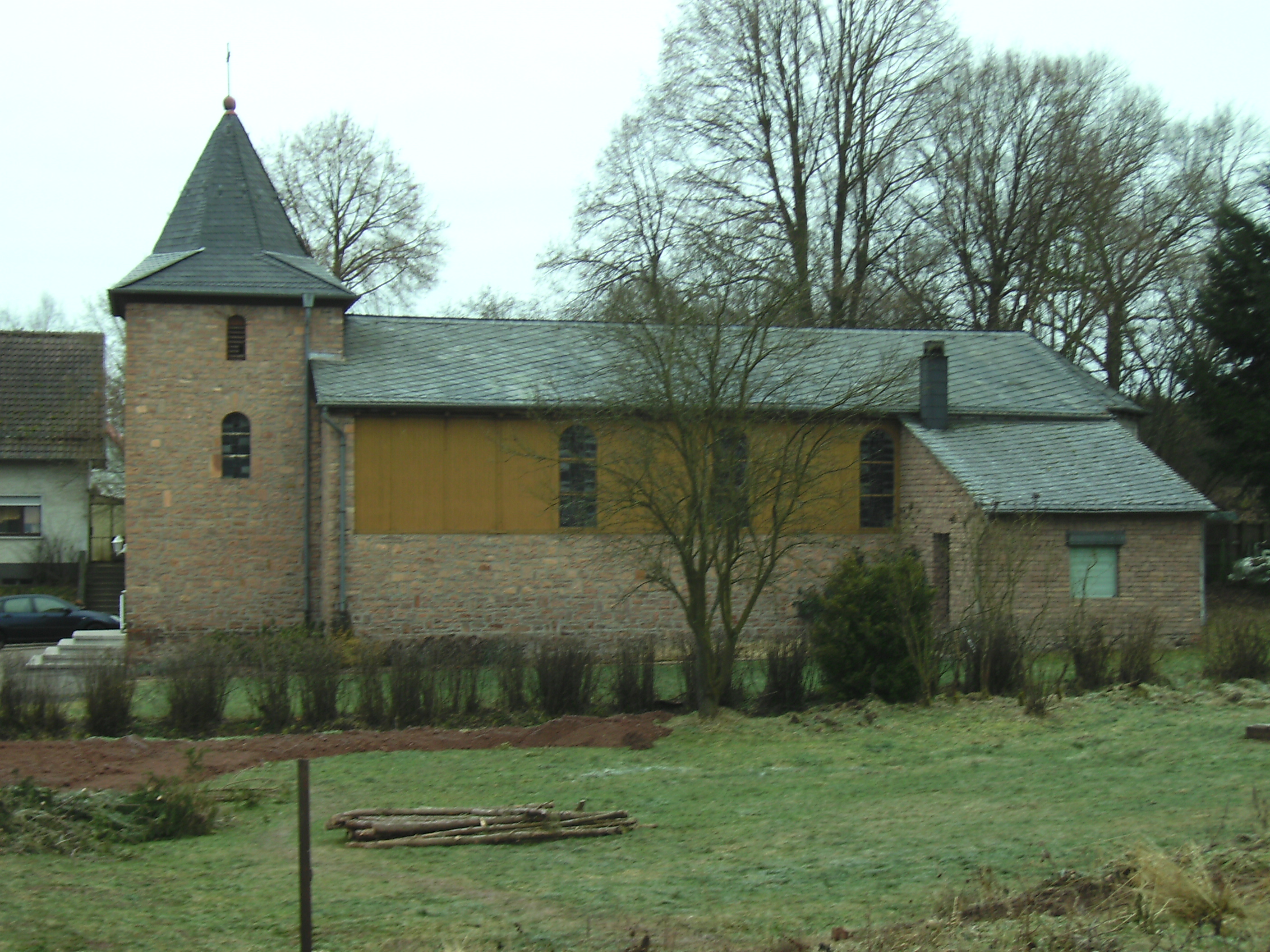
Notkirche

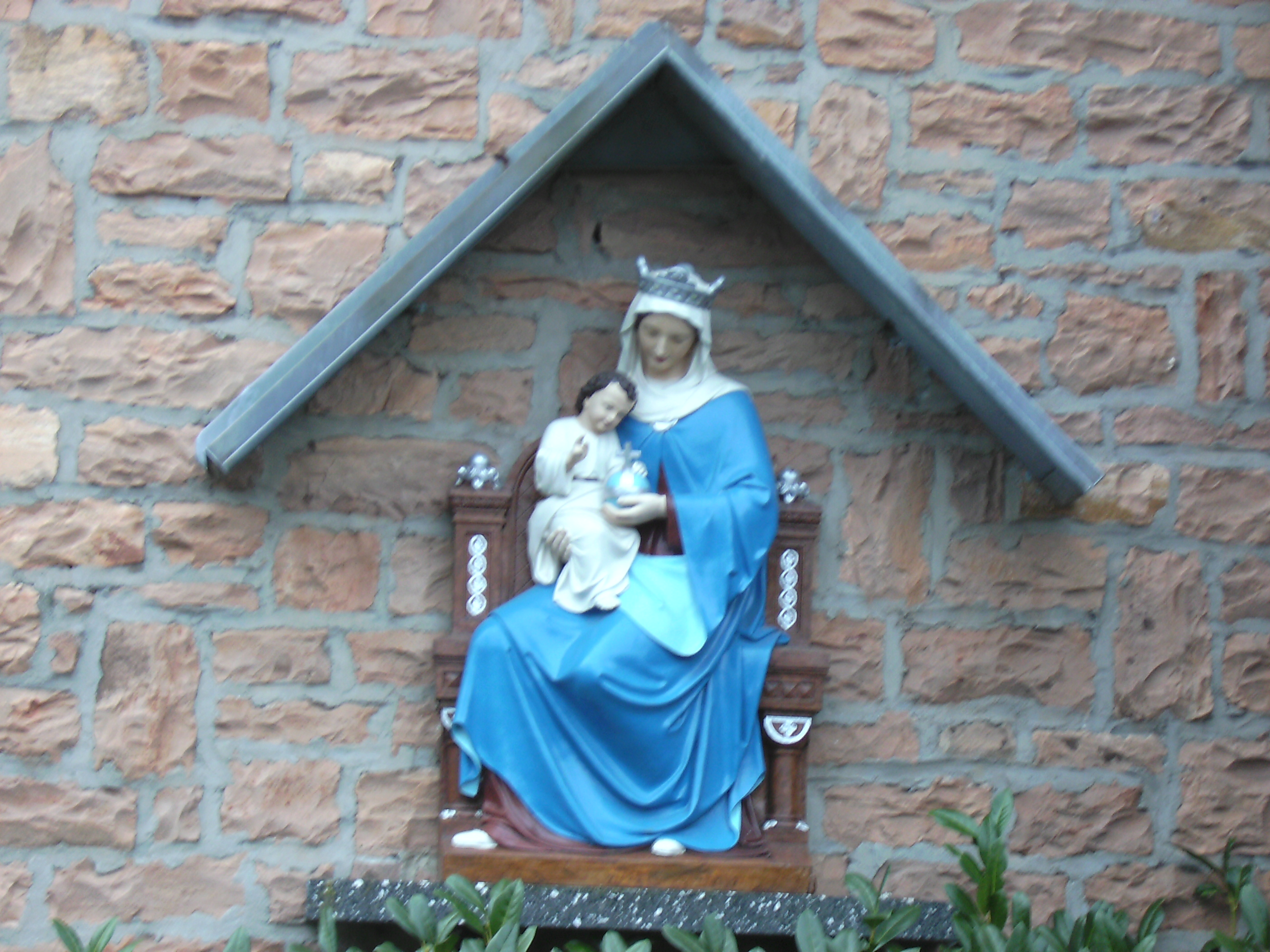
Blaue Madonna

In Walhausen existiert eine katholische Diaspora-Gemeinde, die zur Pfarrei Wolfersweiler gehört. Sie baute sich nach dem Zweiten Weltkrieg mit Eigenmitteln eine kleine Filialkirche (Herz-Mariä-Kirche), für die sie eine Holzbaracke aus dem Nachbarort Mosberg-Richweiler nutzte. Die Baracke wurde auf ein Fundament aus Natursteinen gesetzt, ihre ursprüngliche Holzstruktur ist heute noch sichtbar. Barackenkirchen (auch Notkirchen) wurden oft in der Nachkriegszeit, als Baumaterialien kaum aufzutreiben waren, errichtet und in der Regel später durch Neubauten ersetzt. Barackenkirchen in ihrem ursprünglichen Zustand findet man heute nur noch selten.
In der Walhausener Kirche befinden sich zwei Madonnenfiguren, die jeweils mit einem himmelblauen Mantel bekleidet sind. Im Eingangsbereich ist an der Außenwand eine weitere thronende Madonna mit Kind, die ebenfalls einen blauen Mantel trägt, postiert. Sie wird als „Blaue Madonna“ verehrt.

## Die „Toteneiche“

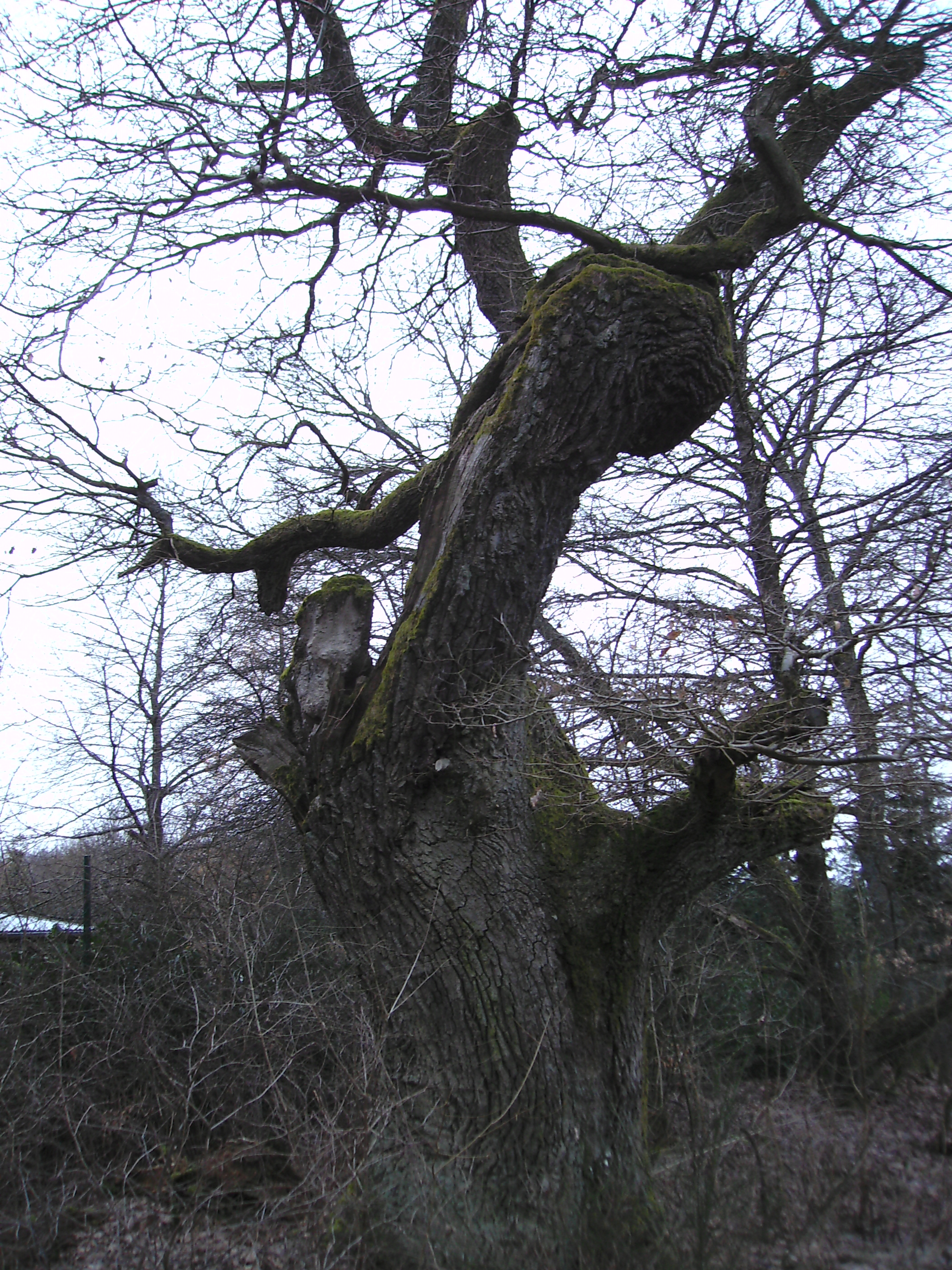
Toteneiche

Die katholische Diaspora-Gemeinde gehört zur Pfarrei Wolfersweiler. Bis zum Bau einer eigenen Kirche in Walhausen war die Pfarrkirche in Wolfersweiler Mittelpunkt des katholischen Gemeindelebens. Dort wurden Trauungen, Taufen und Beerdigungen vorgenommen. Bei Beerdigungen begleiteten die Walhauser Gemeindemitglieder den Toten in einem Trauerzug bis zu seiner Grabstätte in Wolfersweiler. Dieser Weg führte nach dem Ortsausgang einen steilen Anstieg empor, an dessen Scheitelpunkt eine Jahrhunderte alte, mächtige Eiche stand. An diesem Punkt, so die Legende, hielt der Trauerzug an und verweilte einige Augenblicke, um so dem Toten einen letzten „Blick“ auf seinen Heimatort Walhausen zu ermöglichen. Der einst mächtige Baum wurde daher im Volksmund „Toteneiche“ genannt. Dank etlicher Maßnahmen zu ihrer Erhaltung existiert die skurril gewachsene Eiche heute noch.

## Hinkelstein von Walhausen

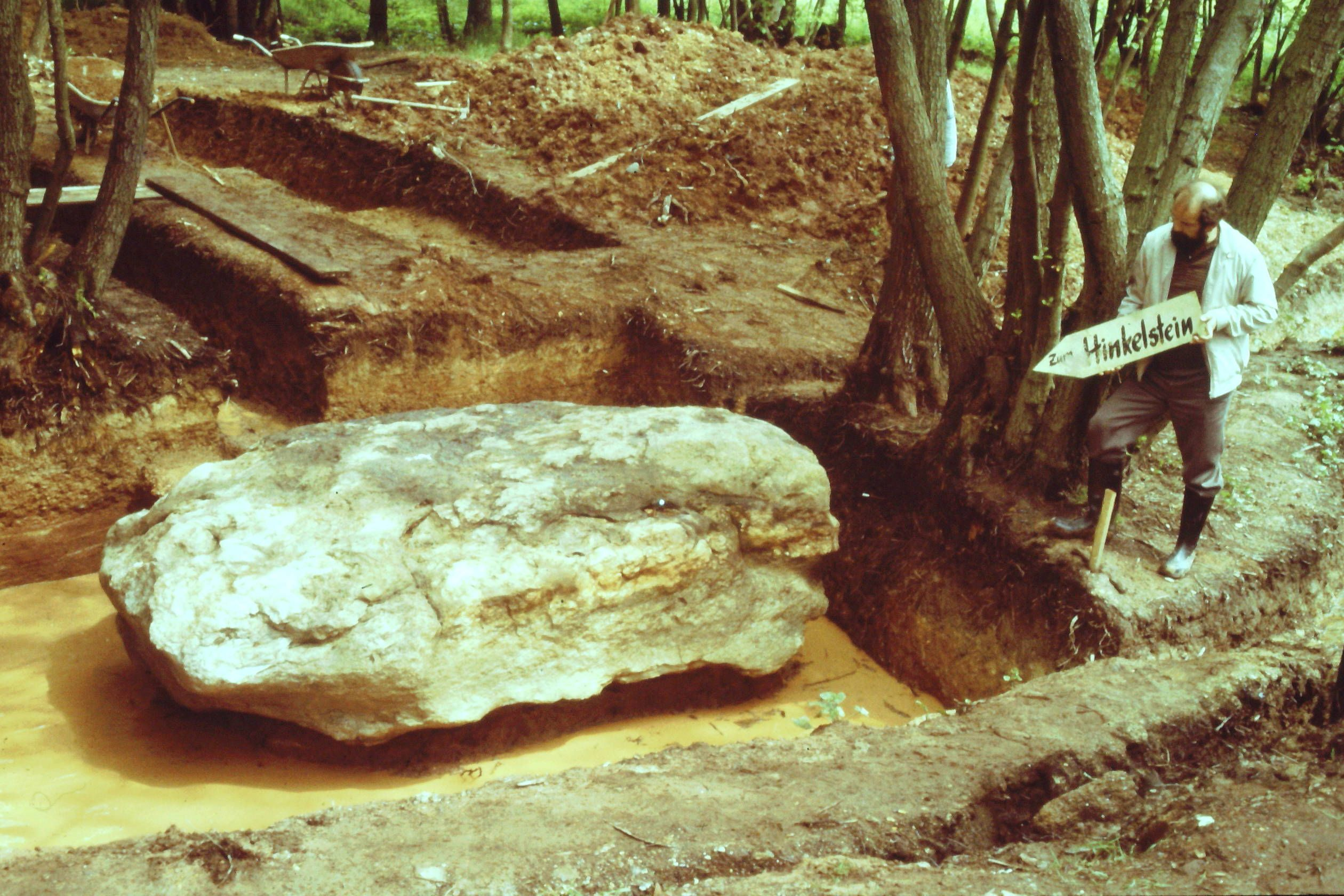
Das Heben des Steins wurde aus dem Publikum kommentiert: „Mit jedem Zentimeter verliert er an Wert“

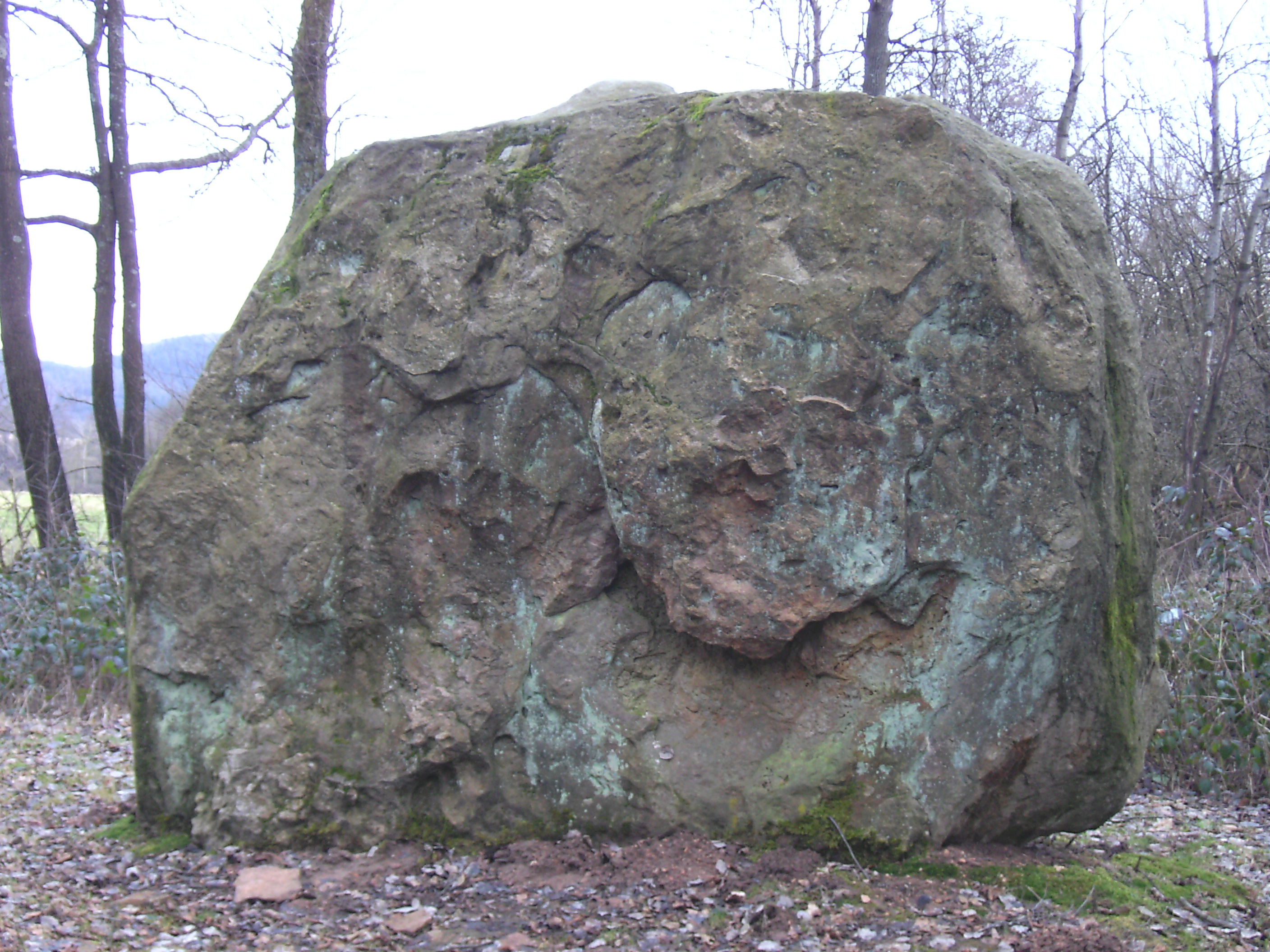
Hinkelstein von Walhausen

Im westlichen Bereich des Ortes befindet sich ein Monolith, im Volksmund „Hinkelstein von Walhausen“ genannt. Er gehört zur Denkmalkategorie der Menhire und wird mit dem prähistorischen Ahnenkult in Verbindung gebracht. Der Monolith wird in die späte Kupferzeit (2000–1800 v. Chr.) datiert. Ähnliche Vorkommen finden sich in den zentraleuropäischen Landschaften der Steinkistenkultur bis hin zur französischen Bretagne-Küste, ebenso in Spanien und im nördlichen Afrika. Im Saarland sind neben dem „Hinkelstein“ noch zwei weitere Menhire dieser Art nachgewiesen: der „Gollenstein“ bei Blieskastel und der Spellenstein im St. Ingberter Stadtteil Rentrisch.
Der „Hinkelstein von Walhausen“ wiegt 13 Tonnen. Sein ursprünglicher Fundort lag weiter westlich im Bereich des Quellgebietes der Fuhrtbach an der Gemeindegrenze zum Nachbarort Steinberg-Deckenhardt. Der Findling wurde am 15. Juni 1985 gehoben und an seinem jetzigen Standort in einem kleinen Auwäldchen wieder aufgestellt.

## Freie Waldorfschule Saar-Hunsrück

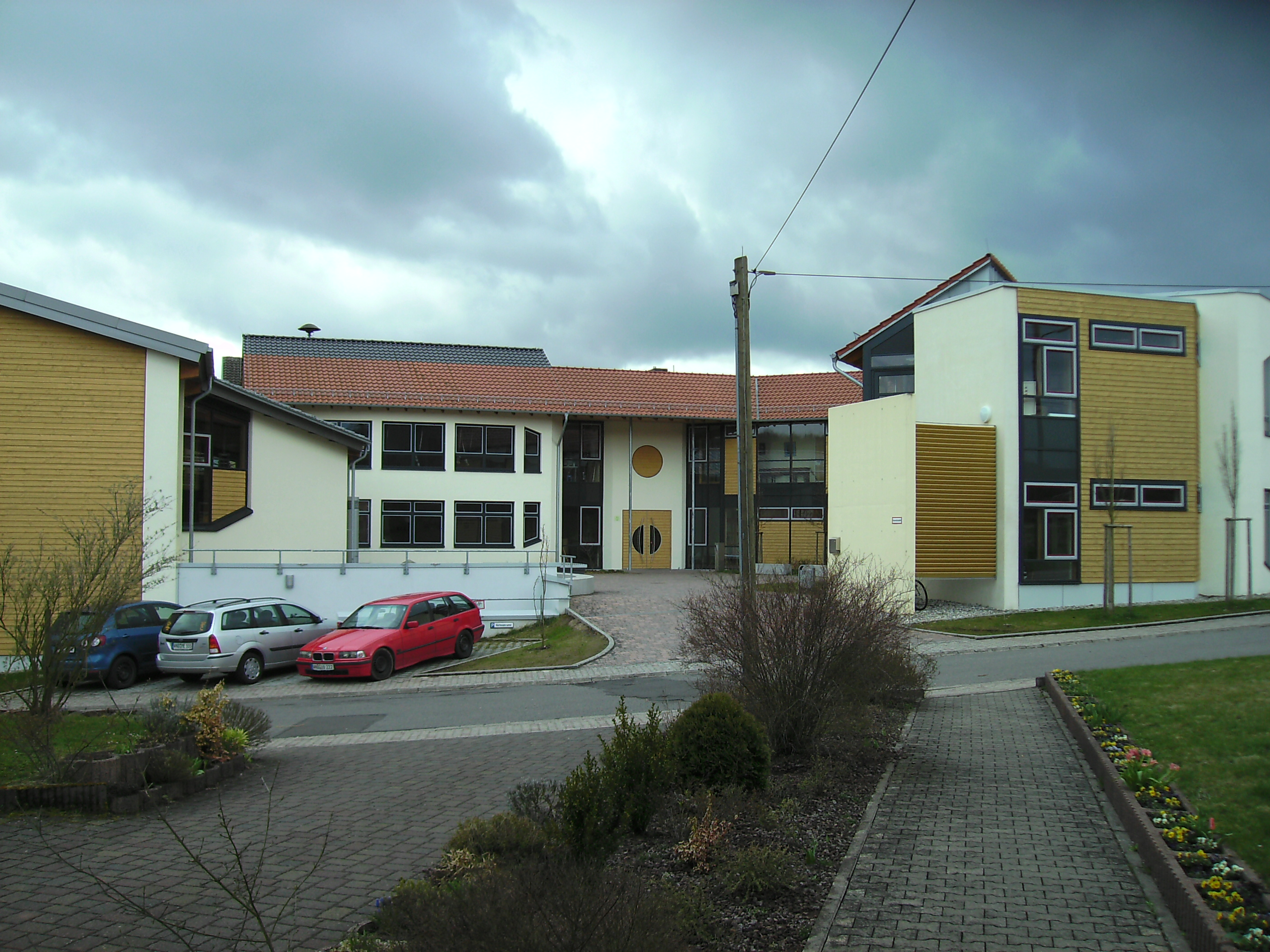
Freie Waldorfschule Saar-Hunsrück

In Walhausen hat sich die „Freie Waldorfschule Saar-Hunsrück“ etabliert. Sie ist eine staatlich anerkannte Ersatzschule und wurde 1997 von einer regionalen Elterninitiative gegründet und sukzessive zu einer Schule der Klassenstufe 1 – 13 ausgebaut. Ebenso können die Schüler die Freiwillige Ganztagsschule besuchen, welche eine Nachmittagsbetreuung bis 17 Uhr garantiert. Schulträger ist der eingetragene Verein „Waldorfschulverein Saar – Hunsrück e. V.“ Die Schule vermittelt alle staatlich anerkannten Bildungsabschlüsse, einschließlich Abitur. Sie wurde in den Räumen eines umgebauten ehemaligen Aussiedlerwohnheims untergebracht; der Gebäudekörper wurde im Laufe der Folgejahre, teilweise durch Eigenleistungen der Eltern, erheblich erweitert und modernisiert. Neue Gebäudekomplexe wurden errichtet. Die Schule ist heute voll ausgebaut und kann bis zu 360 Schüler aufnehmen.
Die Einbeziehung eines handwerklich-praktischen Unterrichts sowie der Landwirtschaft in das Schulkonzept soll die Ausbildung von Kreativität, Selbständigkeit, Selbstbewusstsein und Handlungsfähigkeit durch praktisches Lernen fördern. Als pädagogische Besonderheit verfügt die Schule seit 2002 über einen eigenen Schulbauernhof. Dort werden ca. 13 ha Fläche als Acker- und Weideland sowie zum Gemüseanbau genutzt. In der Tierhaltung sind alle gängigen Arten eines Bauernhofes vertreten. Ziel dieses Modellprojektes ist es, für die Schüler Sozialverhalten und ökologische Zusammenhänge lebendig erfahrbar zu machen.